# Papilio thersites
Papilio thersites es una mariposa neotropical de la familia Papilionidae, endémica de Jamaica. Papilio thersites es similar a Papilio lycophron. En el macho, las alas anteriores poseen una franja amarilla muy ancha y una mancha muy grande en la celda. En las hembras, las alas anteriores tienen una franja amarilla curvada.